# Sphaeromorda
Sphaeromorda là một chi bọ cánh cứng trong họ Mordellidae.
Chi này được miêu tả khoa học năm 1950 bởi Franciscolo.

## Các loài
Chi này gồm các loài:
- Sphaeromorda abessinica Ermisch, 1968
- Sphaeromorda atterrima Ermisch, 1954
- Sphaeromorda caffra (Fahraeus, 1870)
- Sphaeromorda magnithorax Franciscolo, 1965
- Sphaeromorda natalensis Franciscolo, 1950
- Sphaeromorda nummata Pankow, 1974
- Sphaeromorda velutinoides Franciscolo, 1965